# 古斯卡 (馬林區)
50°54′43″N 29°18′26″E / 50.91194°N 29.30722°E
古斯卡（烏克蘭語：Гуска），是烏克蘭北部的村莊，隸屬日托米爾州的科羅斯滕區。該村始建於1850年，面積0.65平方公里，海拔高度166米，2001年人口70，人口密度每平方公里108.53人。